# Der Mord in der Greenstreet
Der Mord in der Greenstreet er en tysk stumfilm fra 1921 af Johannes Guter.

## Medvirkende
- Erwin Baron
- Lil Dagover
- Hugo Flink
- Emil Heyse
- Sophie Pagay
- Vasilij Vronski
- Yuri Yurovsky